# Pioneer–4
A Pioneer–4 (angolul: úttörő) amerikai mesterséges bolygó, amelyet a Pioneer-program keretében indították, Hold kutató szonda.

## Küldetés
Az elvárt cél, hogy egy működőképes – elsősorban hordozóeszköz vonatkozásában – űrszondát juttassanak a Hold közelébe, elősegíteni a világűr sajátosságainak vizsgálatát, a Hold nem látható felének felderítését. Kipróbálni a műhold korrekciót (manőverezését – lassítás, gyorsítás) segítő segédfúvókák müküdőképességét – műholdak visszavezetése a Föld meghatározott pontjaira.

## Jellemzői
A szondát a Jet Propulsion Laboratory (JPL) és az amerikai hadsereg építette. Üzemeltetője a JPA és a NASA.
1959. március 3-án a Air Force Missile Test Center indítóállomásról egy Juno II hordozórakétával, direkt módszer alkalmazásával indítottáka Hold felé. Stabilizált műhold, tengelye körül 6 fordulatot tesz meg percenként.
Kúp alakú szonda átmérője 51-23 centiméter, anyaga üvegszál aranyfüsttel bevonva. Az energiát nikkel-kadmium-elemek adták a rakéták gyújtására, ezüst-cellaelemek a televíziórendszerhez és higany-elemek a műszerek ellátására. Hasznos tömege: 6,1 kilogramm volt. Belső hőmérsékletét 10-15 celsius/fokon sikerült tartani. A tetejére ostorantennát szereltek az összeköttetés biztosítására. Legfőbb technikai eszközei a televíziós fotóberendezés (400 kép/perc), az átalakitó és továbbító eszköz. Kísérleti műszerei között Geiger–Müller-cső is volt.
58 983 kilométerre közelítette meg a Holdat, sebessége 7230 kilométer/óra volt, ami kétszerese volt a tervezettnek, így a fényérzékelő nem tudta indítani a kamerát. A Geiger–Müller-cső nem érzékelt sugárzást. A szonda lett az első amerikai bolygó, amely március 18-án heliocentrikus pályára állva a Nap körül kering.

## Külső hivatkozások
- Pioneer–4. lib.cas.cz. [2013. október 13-i dátummal az eredetiből archiválva]. (Hozzáférés: 2012. december 29.)
- Pioneer–4. skyrocket.de. (Hozzáférés: 2012. december 30.)

| Elődje: Pioneer–3 | Pioneer-program 1958–1973 | Utódja: Pioneer–5 |